# Улуотс, Юри
Ю́ри У́луотс (эст. Jüri Uluots; 13 января 1890 года, Кирбла, Российская империя — 9 января 1945 года, Стокгольм, Швеция) — эстонский политик, последний премьер-министр независимой Эстонии до её присоединения к СССР, после чего — и. о. Президента Эстонии в изгнании. Был также известен как адвокат.

## Биография
Родился в деревне Кирбла Гапсальского уезда Эстляндской губернии Российской империи (ныне: уезд Ляэнемаа, Эстония). Изучал право в Санкт-Петербургском университете (1910—1918). После этого преподавал римское право и эстонское право в Тартуском университете вплоть до 1944 года. Был также редактором газет «Кая» (эст. «Kaja») 1919—1920 и «Постимеес» (1937—1938). В 1938 году стал одним из первых 12 академиков, назначенных во вновь созданную Академию наук Эстонии.
Был депутатом Государственного собрания (парламента Эстонии) в 1920—1926 и в 1929—1932. Занимал должность премьер-министра страны с 1938 по июнь 1940. После формирования правительства Эстонии во главе с Й. Варесом, подчинявшегося Москве и не признанного ни одним государством, кроме СССР и нацистской Германии, и последовавшего за этим ареста советскими властями президента Константина Пятса, стал по конституции исполняющим обязанности президента Эстонии.
После оккупации Эстонии нацистской Германией в 1941 году в ходе Второй мировой войны сотрудничал с оккупационной администрацией Хяльмара Мяэ. 10 августа 1941 года Юри Улуотс от имени государства сообщил немецким оккупационным властям о готовности Эстонии бороться с большевизмом в качестве союзника Германии. Немцы оставили предложение без ответа.
В 1944 году — руководитель Эстонского Национального комитета, созданного при согласии оккупационных властей. В начале 1944 публично призвал эстонцев вступать в эстонские подразделения Германской армии (20-я дивизия СС) и др.) для защиты Эстонии от приближающейся к её границе Красной Армии. По мнению некоторых эстонских историков, обращался с прошением к германской оккупационной администрации с просьбой признать независимость Эстонии для того, чтобы она уже в качестве самостоятельного государства имела возможность принять участие во Второй мировой войне на стороне Германии.
В советской и российской историографии деятельность Улуотса в годы Второй мировой войны однозначно оценивалась как коллаборационистская.
20 апреля 1944 в Таллине на тайном заседании Избирательного собрания Эстонии были отменены все законодательные акты, принятые после 21 июня 1940, и Юри Улуотс назначен временно исполняющим обязанности президента Эстонской республики. В сентябре 1944 года, во время отступления германских войск из Таллина, Улуотс назначил премьер-министром Отто Тийфа, поручив ему сформировать правительство независимой Эстонии. Правительство, не успевшее получить международного признания, успело выступить с радиообращениями на английском языке и выпустить 2 номера «Государственного вестника». Часть членов правительства Тиифа покинула Таллин до прихода советских войск, а оставшиеся в эстонской столице министры были арестованы НКВД.
Вместе с некоторыми министрами Юри Улуотс бежал в Стокгольм, где правительство в изгнании продолжало действовать до официальной передачи полномочий президенту независимой Эстонии Леннарту Мери в 1992 году.
Вскоре после прибытия в Швецию, в 1945 году, Улуотс умер от болезни (рак желчного пузыря). Его преемником в качестве президента Эстонии в изгнании стал бывший в 1928—1929 гг. государственным старейшиной (главой государства и правительства) и членом правительства О. Тиифа Аугуст Рей.
Останки Юри Улуотса были эксгумированы 12 мая 2008 года на Лесном кладбище в Стокгольме и вместе с останками его жены и сына доставлены из Швеции в Эстонию, где были перезахоронены на кладбище деревни Кирбла в Западной Эстонии 31 августа 2008 года.
Вошёл в составленный в 1999 году по результатам письменного и онлайн-голосования список 100 великих деятелей Эстонии XX века.

## Семья
Жена — Аннетта, урождённая Тоббер (26.06.1901—9.06.1995). Через 4 года после смерти Ю. Улуотса вышла замуж за майора шведской армии Фолке Вернстедта (1886—1967).
Дети: сын Юри (1930—2006), дочь Вийа (1927—1987), похоронена в Швейцарии.